# Arvid Fredrik Egerström
Arvid Fredrik Egerström, ursprungligen Gunnarsson, född 12 juni 1718 i Heda socken, Östergötlands län, död 27 juni 1784 i Stockholm, var en svensk bankokommissarie, godsägare och sockerbruksägare.

## Biografi
Egerström var son till rusthållaren Olof Gunnarsson och föddes på Egbola frälsegård efter vilken han tog sitt efternamn. Han inskrevs i Vadstena skola 1729 och blev tjänsteman i Riksens ständers bank 1739. Han gjorde karriär inom banken, blev kontorsskrivare 1745, kanslist 1747 och slutligen bankokommissarie 1761. Han tog avsked från banken 1770. Han gifte sig 1752 i Stockholm med Emerentia Catharina Modée (1729-1784). Paret fick elva barn.
Egerström förvärvade 1755 den Kammeckerska malmgården på Ladugårdslandet där  han redan tidigare hade stora tobaksodlingar. År 1763 kom Egerström att här anlägga ett sockerbruk som senare blev känt som det Brandelska sockerbruket efter Fredrik Brandel som köpte bruket efter Egerströms död 1784. Egerström var även ägare till Värnanäs herrgård i Halltorps socken 1772 till 1782. Han fann sin sista vila i Jakobs kyrka i Stockholm.